# Södra Gussjö
Södra Gussjö är en sjö i Gislaveds kommun och Gnosjö kommun i Småland och ingår i Nissans huvudavrinningsområde. Sjön är 20 meter djup, har en yta på 1,71 kvadratkilometer och befinner sig 155,1 meter över havet. Sjön avvattnas av vattendraget Nissan. Vid provfiske har en stor mängd fiskarter fångats, bland annat abborre, braxen, gers och gädda.

## Delavrinningsområde
Södra Gussjö ingår i det delavrinningsområde (636490-136769) som SMHI kallar för Utloppet av Södra Gussjö. Medelhöjden är 170 meter över havet och ytan är 10,11 kvadratkilometer. Räknas de 69 delavrinningsområdena uppströms in blir den ackumulerade arean 844,17 kvadratkilometer. Delavrinningsområdets utflöde Nissan mynnar i havet. Delavrinningsområdet består mestadels av skog (66 %). Avrinningsområdet har 1,71 kvadratkilometer vattenytor vilket ger det en sjöprocent på 16,9 %.

## Fisk
Vid provfiske har följande fisk fångats i sjön:
- Abborre
- Braxen
- Gärs
- Gädda
- Gös
- Lake
- Löja
- Mört
- Sarv
- Siklöja
- Öring